# Mort de Patrick Lyoya
Le texte peut changer fréquemment, n’est peut-être pas à jour et peut manquer de recul. 
Le titre et la description de l'acte concerné reposent sur la qualification juridique retenue lors de la rédaction de l'article et peuvent évoluer en même temps que celle-ci.
Le matin du 4 avril 2022, à Grand Rapids, dans le Michigan,, aux États-Unis, Patrick Lyoya,, un immigrant de 26 ans de la République démocratique du Congo, a été mortellement abattu à l’arrière de la tête par un agent du Grand Rapids Police Department (en) (GRPD).

## Contexte

### Biographie de Patrick Lyoya
Lyoya, était un immigrant de 26 ans de la République démocratique du Congo qui vivait à Grand Rapids depuis environ cinq ans avant la fusillade.

### Service de police de Grand Rapids
Selon le New York Times, les relations entre le public et le GRPD sont tendues depuis des années, le journal écrivant:

« Le décès de M. Lyoya est le dernier d’une série d’incidents qui ont mis à rude épreuve les relations entre les résidents et la police de Grand Rapids,,, Lyoya's family have instead reported that Patrick was experiencing issues with his vehicle and had already been parked on the side of the road. En 2017, des agents à la recherche d’une femme d’âge moyen recherchée pour un coup de couteau ont plutôt menotté une fillette de 11 ans sous la menace d’une arme alors qu’elle quittait une maison. Ces agents n’ont pas fait l’objet de mesures disciplinaires. Des mois auparavant, d’autres agents de Grand Rapids tenaient cinq adolescents innocents sous la menace d’une arme. Et en 2020, selon les médias locaux, un agent a été suspendu pendant deux jours après avoir tiré dans le visage d’un manifestant avec une bonbonne de gaz. »

Le New York Times a également expliqué que les données du sondage de la ville de Grand Rapids ont révélé que les répondants noirs avaient moins confiance en la GRPD que les répondants blancs ou hispaniques,.

## Fusillade
Peu après 8 h HNE, les autorités ont signalé que Patrick Lyoya avait été arrêté par la police près de la rue Griggs Sud-Est et de l’avenue Nelson lors d’un contrôle routier pour une plaque d’immatriculation appartenant à un autre véhicule à Grand Rapids et que Lyoya avait fui les agents après avoir appris qu’il serait arrêté,. La famille de Lyoya a plutôt signalé que Patrick éprouvait des problèmes avec son véhicule et qu’il avait déjà été garé sur le bord de la route. Lyoya semble confus dans la vidéo pendant que l’agent lui demande son permis de conduire. Lyoya est ensuite vu s’enfuir alors que l’agent s’attaque à lui et tire un pistolet Taser, et Lyoya tend la main vers le pistolet Taser dans la vidéo.
Selon le chef de la police de la GRPD, Eric Winstrom, "Il y a eu une longue lutte, on m’a dit qu’il y a eu plus d’une minute et demie ou deux minutes de combat", avec la caméra corporelle de la police étant désactivée au milieu de la lutte et vers 8:11 EST, Winstrom déclare que "l’arme de l’officier a été tirée, tuant l’homme." Dans la vidéo diffusée, l’agent est vu poussant Lyoya face contre terre avec son genou, puis tirant sur Lyoya à l’arrière de la tête. L’agent a été mis en congé administratif payé, conformément au protocole, pendant le début des enquêtes.

## Enquête
Après la fusillade, la police d’État du Michigan (MSP) a ouvert une enquête sur les circonstances entourant la mort de Lyoya. Le procureur du comté de Kent, Chris Becker, a exigé que la vidéo de la mort de Lyoya ne soit pas publiée avant la fin de l’enquête, déclarant : « Comme c’est notre politique pour toute enquête en cours, nous ne divulguons aucun matériel pour le public. Pour préserver l’intégrité de cette enquête, j’ai demandé que les services de police concernés ne divulguent aucune preuve tant que l’enquête n’est pas terminée. »

## Réaction
La famille de Lyoya et leur interprète, le pasteur Israel Siku, ont été montrés plus tard des images de l’incident dans un bureau du MSP et ont rapporté que Patrick a été tué "style d’exécution", Siku disant à sa congrégation "J’ai vu la vidéo, je ne pouvais pas dormir... Le garçon était par terre, le flic qui s’allonge sur lui, sort le fusil et lui tire dans la tête et recule. Patrick n’a pas bougé. Siku a également traduit une déclaration du père de Lyoya, qui a dit "J’ai été témoin de cette chose en Afrique. Je ne m’attendais pas à ce que cela se produise aux États-Unis.» Le 6 avril, le commissaire du comté de Kent, Robert S. Womack, a également déclaré : «C’était une exécution. Ma carrière a été menacée hier et aujourd’hui pour être tranquille. » La famille de Lyoya a alors exigé la diffusion publique immédiate des images liées à l’incident, une autopsie ouverte, l’identification de l’agent et la présence d’un traducteur en swahili lorsque la famille a rencontré les autorités.
Après la publication des déclarations concernant la mort de Lyoya, la NAACP de Grand Rapids a exigé la publication immédiate de la vidéo le 6 avril. L’avocat Benjamin Crump, qui avait travaillé avec les familles d’Ahmaud Arbery, George Floyd et Breonna Taylor représentait la famille de Lyoya, également exigé la libération rapide de tous les enregistrements.

### Publication de la vidéo
Plusieurs vidéos de l’incident, provenant d’un dashcam de la police, d’une caméra de police, d’une sonnette vidéo et du téléphone portable du passager de Lyoya dans le véhicule, ont été diffusées lors d’une conférence de presse du chef Winstrom le 13 avril. Dans les vidéos, l’officier peut être vu tirant Lyoya dans le dos de la tête alors qu’il était couché face au sol. Le journal allemand Ludwigsburger Kreiszeitung a écrit : "Des opérations policières meurtrières de même nature se produisent malheureusement régulièrement aux États-Unis", expliquant en outre que l’affaire rappelle le meurtre de George Floyd. La gouverneure du Michigan, Gretchen Whitmer, a partagé sa sympathie avec la famille de Lyoya et a demandé que toute manifestation soit pacifique. Le procureur du comté de Kent, Chris Becker, a déclaré à la suite de la publication des vidéos que "bien que les vidéos publiées aujourd’hui soient des preuves importantes, elles ne sont pas toutes des preuves", les fonctionnaires du comté de Kent attendant qu’une enquête soit terminée avant de décider de porter des accusations contre l’agent. Le chef Winstrom a décrit l’incident comme une "tragédie". Les résidents de Grand Rapids ont réagi à la diffusion des vidéos, avec des centaines de manifestations dans le centre-ville et à l’extérieur du quartier général de la GRPD.